# Старые ворчуны разбушевались
«Старые ворчуны разбушевались» (англ. Grumpier Old Men) — американская романтическая комедия.

## Сюжет
Продолжение фильма «Старые ворчуны» с участием того же дуэта — Уолтера Маттау и Джека Леммона. После свадьбы Ариэль и Джона старые ворчуны вроде бы примирились с друг другом и даже ездят вместе на рыбалку. Дети Джона и Макса собираются пожениться. Однако в городе как снег на голову появляется итальянка Мария Рагетти (Софи Лорен) со своей мамой и привлекает к себе внимание чуть ли не всего мужского населения городка. Кроме того, она собирается переделать старый наживочный магазин в итальянский ресторан. Этого два друга стерпеть никак не могут и начинают «борьбу».